# Кашина, Светлана Александровна
Светлана Александровна Кашина (род. 17 марта 1970 года, Нижний Тагил, Свердловская область) — российская певица и экс-солистка группы «Комбинация» (1992—1994).

## Детство и юность
Светлана Кашина родилась в Нижнем Тагиле, в семье механика и экономистки. Хотя родители не были профессионально связаны с искусством, они увлекались танцами и познакомились в танцевальном кружке. Отец Кашиной дважды избирался депутатом, а в свободное время играл на баяне. С раннего возраста Светлана проявляла интерес к музыке, занималась вокалом и мечтала стать артисткой, а впоследствии — певицей.
В школьные годы Светлана Кашина активно занималась музыкальной деятельностью, пела в хоре и различных поп-группах Нижнего Тагила. Она сама отмечала, что её кумиром была Алла Пугачева. После окончания школы Кашина поступила в Нижнетагильское музыкальное училище на дирижёрско-хоровое отделение. Родители не поддерживали её выбор, считая, что музыка не обеспечит её будущего, но вскоре смирились с решением дочери. По окончании училища Светлана начала выступать с ансамблем «Ровесник», что принесло ей известность в родном городе.

## Музыкальная карьера
Светлана Кашина активно участвовала в различных конкурсах, а в 1991 году она приняла участие в телевизионной программе «Утренняя звезда», где продемонстрировала свои вокальные способности и получила признание. Выступление Светланы Кашиной в телевизионной программе «Утренняя звезда» привлекло внимание продюсера группы «Комбинация» Александра Шишинина. В это время солистка коллектива Алёна Апина покинула группу, решив начать сольную карьеру, что создало необходимость поиска новой участницы. Новая солистка Татьяна Охомуш не задержалась в группе, и «Комбинации» вновь потребовалась новая вокалистка. Изначально Кашина была приглашена в группу в качестве клавишницы, однако, во время подготовки к одному из концертов, продюсер предложил ей попробовать спеть. После успешного прослушивания она была утверждена солисткой коллектива.
В июле 1994 года из-за разногласий с новым продюсером группы Александром Толмацким Светлана покинула коллектив.

## Дискография

### В составе группы «Комбинация»

#### Студийные альбомы
- «Два кусочека колбаски» (1993)
- «Два кусочека колбаски от хороших девочек» переиздание альбома на кассетах (1993)

- «Самая, самая» (1994)

Сборник
- The Very Best Of (1994)

### Сольная карьера

#### Студийные альбомы
- «Успеть!» (2020)[6][7]